# トリプラースラ

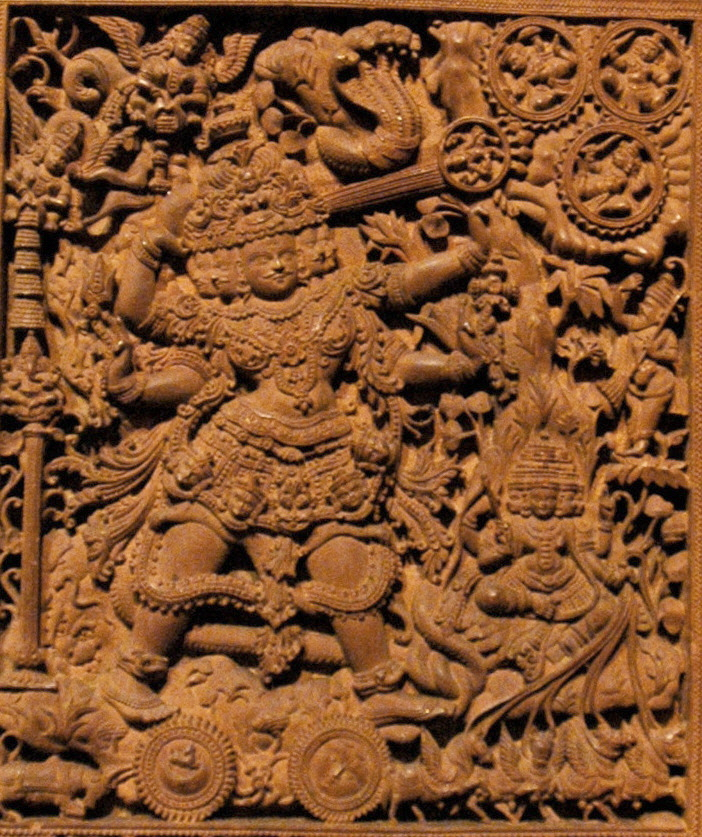
トリプラ（右上）を攻撃するシヴァの化身トリプランタカ

トリプラースラ (Tripurasura) とは、インド神話に登場するアスラ族の3人のグループ名である。ターラカークシャ (Tārakākṣa)、カマラークシャ (Kamalākṣa)、ヴィドゥユンマーリン (Vidyunmālin) の3人を「トリプラースラ」と呼ぶ。彼らはタラカースラ（Tarakasur。ターラカとも）の子である。
この記事ではトリプラースラおよび神話上の都市・トリプラ (Tripura) について解説する。「トリプラ」とは「3つの町」という意味である。

## 神話
トリプラとはアスラ族の建築家マヤースラの傑作である。1つ目は地上にあって鉄でできた町、2つ目は空中に浮かぶ銀でできた町、3つ目は天界にある金でできた町の3構造都市になっている。この「三都」は千年後に1つになり、強大な神の矢の一撃で滅びることになっていた。
『マハーバーラタ』（8:24）はトリプラの歴史を次のように伝えている。あるとき、トリプラースラが苦行を修めたことをブラフマー神が賞讃し、彼らの望みを叶えることとした。トリプラースラは、3つの町にそれぞれが住んで全世界を支配すること、千年後には彼らが一堂に会し町も1つになるが強大な神が1本の矢の一撃で自分たちを殺すことを望み、それは実現した。すなわち、トリプラースラは神々を破って三界（天界、空中界、地上界）を支配したのである。ところがトリプラースラが圧政を敷いたために世界中の人々が苦しめられた。インドラ神がマルト神群を率いてトリプラに攻め込んだが滅ぼすことはかなわなかった。神々とブラフマーは、3つの町を矢の一撃で滅ぼせる唯一の神、スターヌ（シヴァ）にトリプラースラの殺害を懇願した。

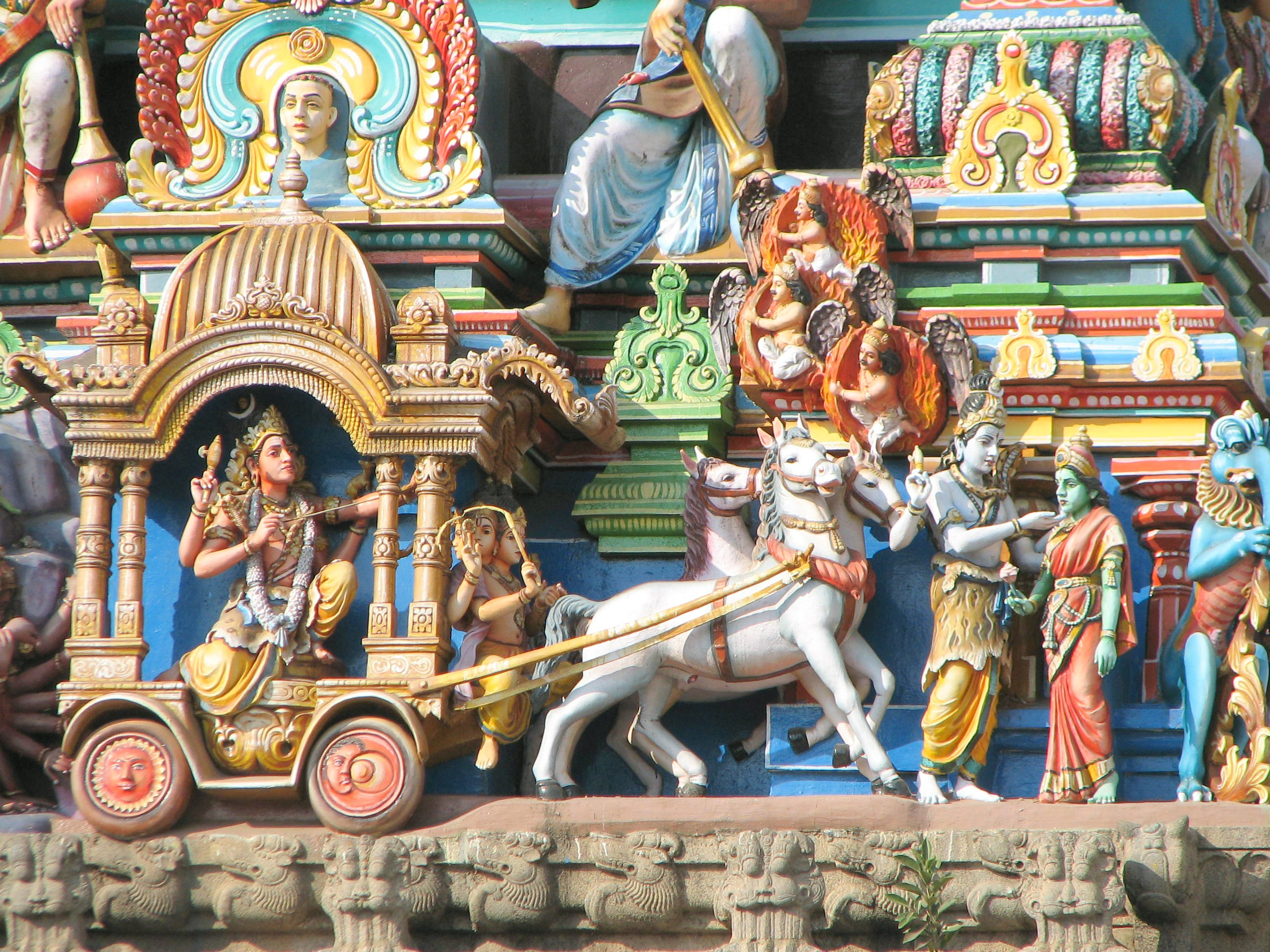
インド・チェンナイにあるゴープラム（塔門）の装飾において表現された、シヴァの化身トリプランタカ。トリプラを弓矢で攻撃している。

神々の願いを聞き入れたシャンカラ（シヴァ）神は、全ての神々から個々の力の半分ずつを預かり、最も強大な神となって、マハーデーヴァ（偉大な神）の名を得た。神々はマハーデーヴァ（シヴァ）のために戦車を造り、さらにヴィシュヌ神・ソーマ・アグニ神を素材とした矢を作った。マハーデーヴァは自身の怒りをその矢に込めると、ブラフマーを御者とする戦車でトリプラに向かった。神々を迎え撃つべく3つの町が1つになったところにマハーデーヴァが矢を撃ち込むと、町もトリプラースラも業火に包まれて滅んでいった。
この物語は細部が異なるものの他のプラーナ文献でも伝えられている。また、シヴァ神はこの活躍によりトリプランタカの名を得たともされている。

## 古い時代の神話
『マハーバーラタ』より古い時代に『タイッティリーヤ・サンヒター (Taittirīya saṃhitā)』（6・2・3・1-2）に収録された神話では、シヴァの役割をその前身であるルドラ神が果たしている。アスラ達が鉄、銀、金でできた3つの城塞を築き、神々はこれを攻め滅ぼすべく矢を作った。鏃はアグニ神、穴はソーマ、棹はヴィシュヌで作られたその矢をルドラが放って3つの城塞を破壊した。
神話の3つの城塞のモデルとなったのは、アーリア人の敵の民族が築いた砦だとされている。また上村勝彦によれば、ヒンドゥー教での最高神であるルドラ（シヴァ）やヴィシュヌが登場し、特にルドラが重要な立場であることから、『タイッティリーヤ・サンヒター』での神話はヴェーダ神話からヒンドゥー教神話に移行しつつある時期に出来上がったとみられるという。そしてヒンドゥー教の時代には、前節のトリプラースラの物語として内容豊かに語られるようになった。